# Liberty, Kansas
Liberty är en ort i Montgomery County i Kansas. Vid 2010 års folkräkning hade Liberty 123 invånare.